# Craig MacLean
Craig MacLean, född den 31 juli 1971 i Highland, Storbritannien, är en brittisk tävlingscyklist som tog OS-silver i lagsprinten vid olympiska sommarspelen 2000 i Sydney. 